# Aksel Fredrik Airo
Generál Aksel Fredrik Airo (do roku 1906 A. F. Johansson, 14. února 1898 Turku – 9. května 1985) byl finský generálporučík a hlavní strategický plánovač finských vojenských operací během zimní a pokračovací války. Fakticky byl druhý nejvyšší velitel finské armády pod maršálem Mannerheimem. V prosinci 2004 jej hlasy posluchačů YLE vynesly do stovky největších Finů, dělil se o 96. a 97. místo s Lauri Ylönenem.

## Mládí
Narodil se v rodině finského vlastence, který původní švédské rodinné jméno Johansson změnil na Airo. Za první světové války uprchl do Německa a byl trénován jako důstojník tzv. finských myslivců.

## Kariéra v armádě
Během občanské války ve Finsku sloužil jako dělostřelec u Bílé gardy a zúčastnil se bojů o Viipuri. Do konce války dosáhl hodnosti poručíka. Poté studoval na dělostřelecké škole v Lappeenrantě a poté byl vyslán na francouzskou vojenskou akademii (École militaire). Po jejím úspěšném absolvování byl přijat na prestižní školu École Supérieure de Guerre, kterou opustil v hodnosti kapitána.
Nový stát s tvořící se armádou byl ideálním prostředím pro nadaného důstojníka Airova formátu, takže rychle stoupal po hodnostním žebříčku. V roce 1933 byl již plukovníkem a sekretářem Rady obrany země, kde začala jeho úzká spolupráce s maršálem Mannerheimem.

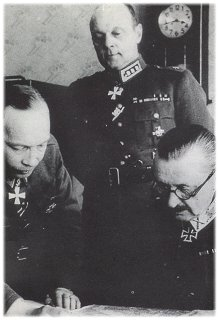
Pokračovací válka: Ústřední mozek Finských ozbrojených sil: Generál Airo prezentuje plán dalšího postupu před vrchním velitelem maršálem Mannerheimem (vpravo) a náčelníkem generálního štábu generálem Heinrichsem (uprostřed).

Na počátku zimní války Mannerheim povýšil Aira na generálmajora a jmenoval jej vrchním ubytovatelem. O dva roky později jej povýšil na generálporučíka. 18. listopadu 1944 mu pak udělil nejvyšší finské vojenské vyznamenání, Mannerheimův kříž. V letech 1944-1949 byl náčelníkem generálního štábu, ovšem od zatčení v roce 1946 už jen formálně.
Airo se v průběhu války zdržoval na vrchním velitelství v Mikkeli, které opouštěl jen velmi vzácně. Byl odpovědný za operační plánování a je mu připisován výrok: „Maršál vede válku, ale já řídím bitvy!“ Hodnocení jeho práce se v drobnostech liší, ale obecně je brána jako vysoce kvalitní (výjimku představuje značně kritický pohled generála Heinrichse, který ovšem může hodně vycházet z rivality a osobních neshod těchto dvou mužů vzájemně soupeřících na špici armádního velení).

## Po válce
Po ukončení pokračovací války se Airo, který se velmi obával komunistického puče, podílel na vytváření tajných skladů zbraní, které pocházely z armádní výzbroje či válečné kořisti. Sklady měly sloužit k vyzbrojení loajálních obyvatel v případě, že by se komunisté pokusili o převrat. Tato činnost byla samozřejmě ilegální a když ji komunisty ovládané složky tajné policie odhalily, byl na nátlak SSSR zatčen a bez soudu téměř 3 roky (1946-1949) vězněn. Prezident Juho Kusti Paasikivi jej poté propustil z vězení, ale zbavil jej velení a pozice v armádě (se speciálním povolením nosit i přes to uniformu).
Protože byl Airo velmi skoupý na zmínky o své činnosti za války a po ní, získal přezdívku mlčící generál. Jako jeden z mála vysokých vojenských důstojníků bojujících ve finských válkách po sobě nezanechal žádné paměti, pouze stručnou knihu Puolustustaisteluni (Mé obranné akce), která obsahuje i jeho pohled na aféru s ukrýváním zbraní.
V pozdějších letech svého života byl poslancem za Národní koalici (Kansallinen Kokoomus). V roce 1982 jej prezident Koivisto vyznamenal Řádem Bílé růže. Zemřel v roce 1985 doma na své farmě.